# Mackinaw City
Mackinaw City es una villa ubicada en el condado de Emmet y condado de Cheboygan en el estado estadounidense de Míchigan. En el Censo de 2010 tenía una población de 806 habitantes y una densidad poblacional de 41 personas por km². Se encuentra en el extremo norte de la península inferior de Míchigan, limitando al norte con los estrechos de Mackinac que la separan de la península superior. 

## Geografía
Mackinaw City se encuentra ubicada en las coordenadas 45°47′2″N 84°45′19″O / 45.78389, -84.75528. Según la Oficina del Censo de los Estados Unidos, Mackinaw City tiene una superficie total de 19.68 km², de la cual 8.76 km² corresponden a tierra firme y (55.49%) 10.92 km² es agua.

## Demografía
Según el censo de 2010, había 806 personas residiendo en Mackinaw City. La densidad de población era de 40,95 hab./km². De los 806 habitantes, Mackinaw City estaba compuesto por el 87.84% blancos, el 5.33% eran afroamericanos, el 4.34% eran amerindios, el 0,2% eran asiáticos, el 0,1% eran isleños del Pacífico, el 0.12% eran de otras razas y el 2.36% pertenecían a dos o más razas. Del total de la población el 2.36% eran hispanos o latinos de cualquier raza.